# Ritari-areena
Die Ritari-areena ist eine Eissporthalle in der finnischen Stadt Hämeenlinna. Sie wurde im Jahr 1979 eröffnet und bietet Platz für 5.360 Zuschauer. Die Ritari-areena ist die Heimspielstätte des Eishockeyclubs Hämeenlinnan Pallokerho (HPK). Das Eisarena wurde vom Architekten Heikki Aitola geplant. 2008 wurde es renoviert und erweitert. Von den 5.360 Plätzen sind 3.660 Sitz- und 1.700 Stehplätze.

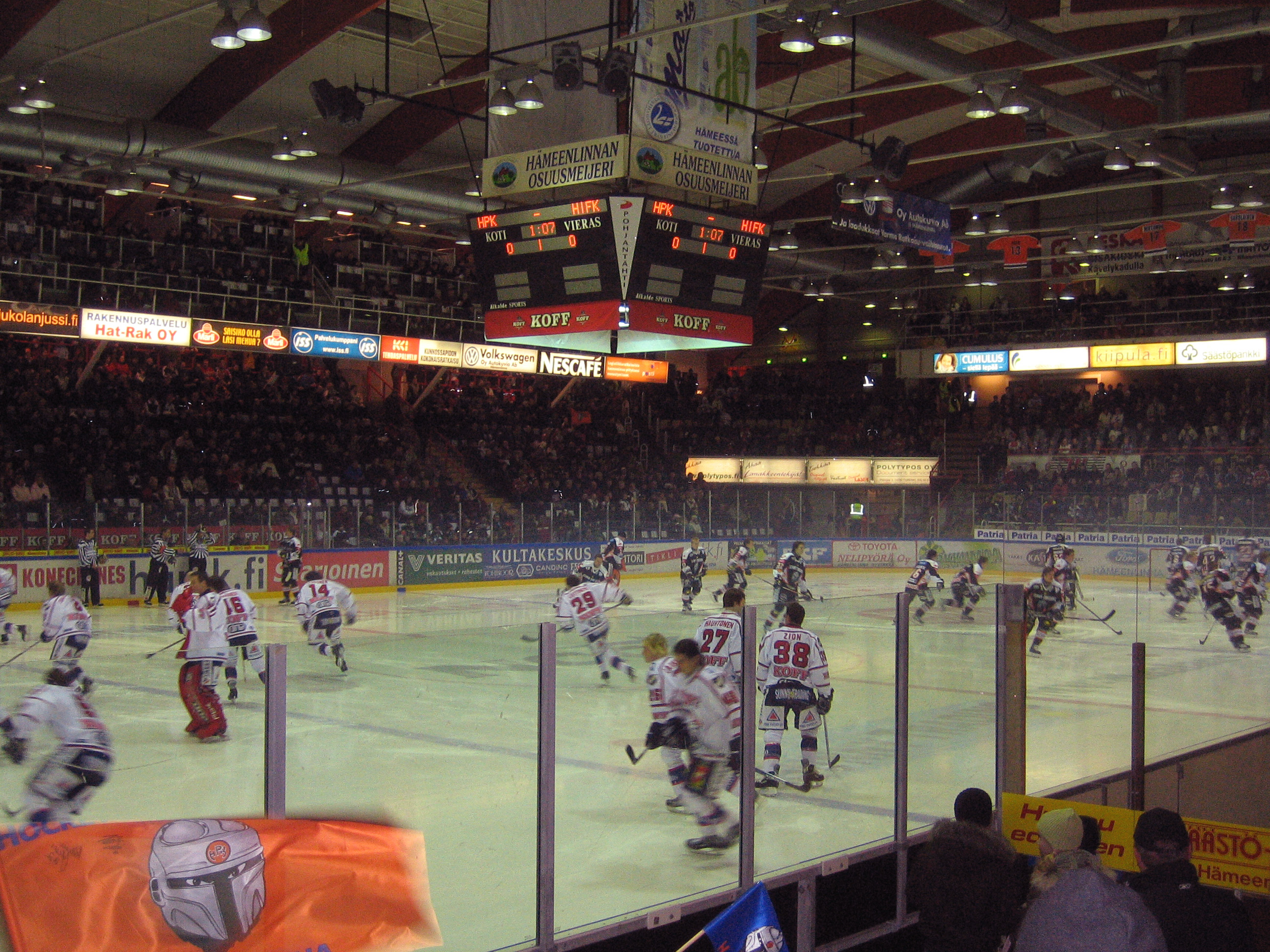
Innenansicht vor einem Spiel des HPK

Die Ritari-areena war Hauptspielort der Top-Division der Eishockey-Weltmeisterschaft der Frauen 2009.